# Farancia erytrogramma
Farancia erytrogramma là một loài rắn trong họ Rắn nước. Loài này được Palissot De Beauvois mô tả khoa học đầu tiên năm 1802.

## Hình ảnh

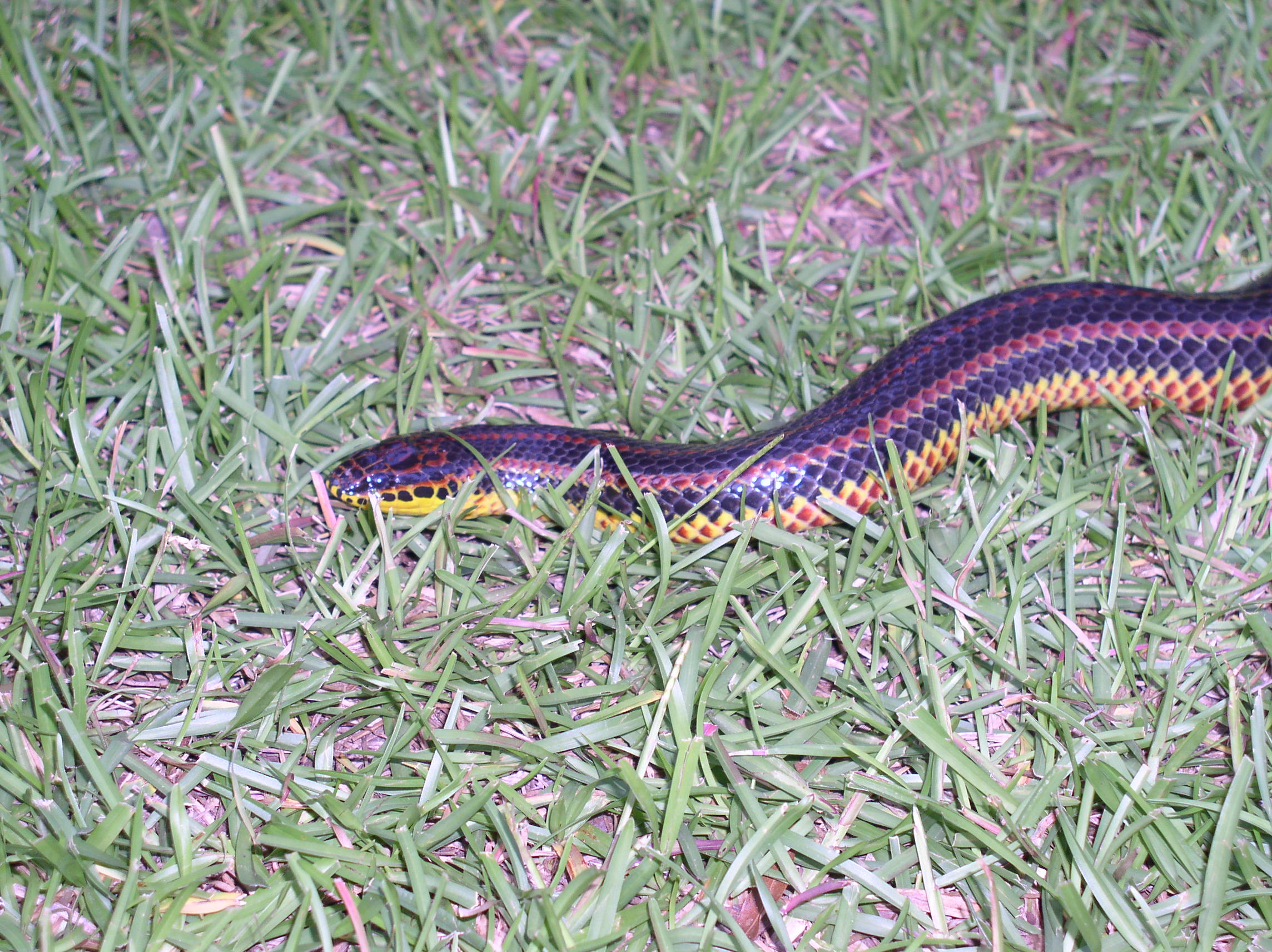